# Mare de Déu de la Font de Fontcoberta
Mare de Déu de la Font de Fontcoberta és una obra de Fontcoberta (Pla de l'Estany) inclosa a l'Inventari del Patrimoni Arquitectònic de Catalunya. És una capella situada en una fondalada, al sud de Fontcoberta en el veïnat de la Farrés, a la capçalera de la riera del Garrumbert.

## Descripció

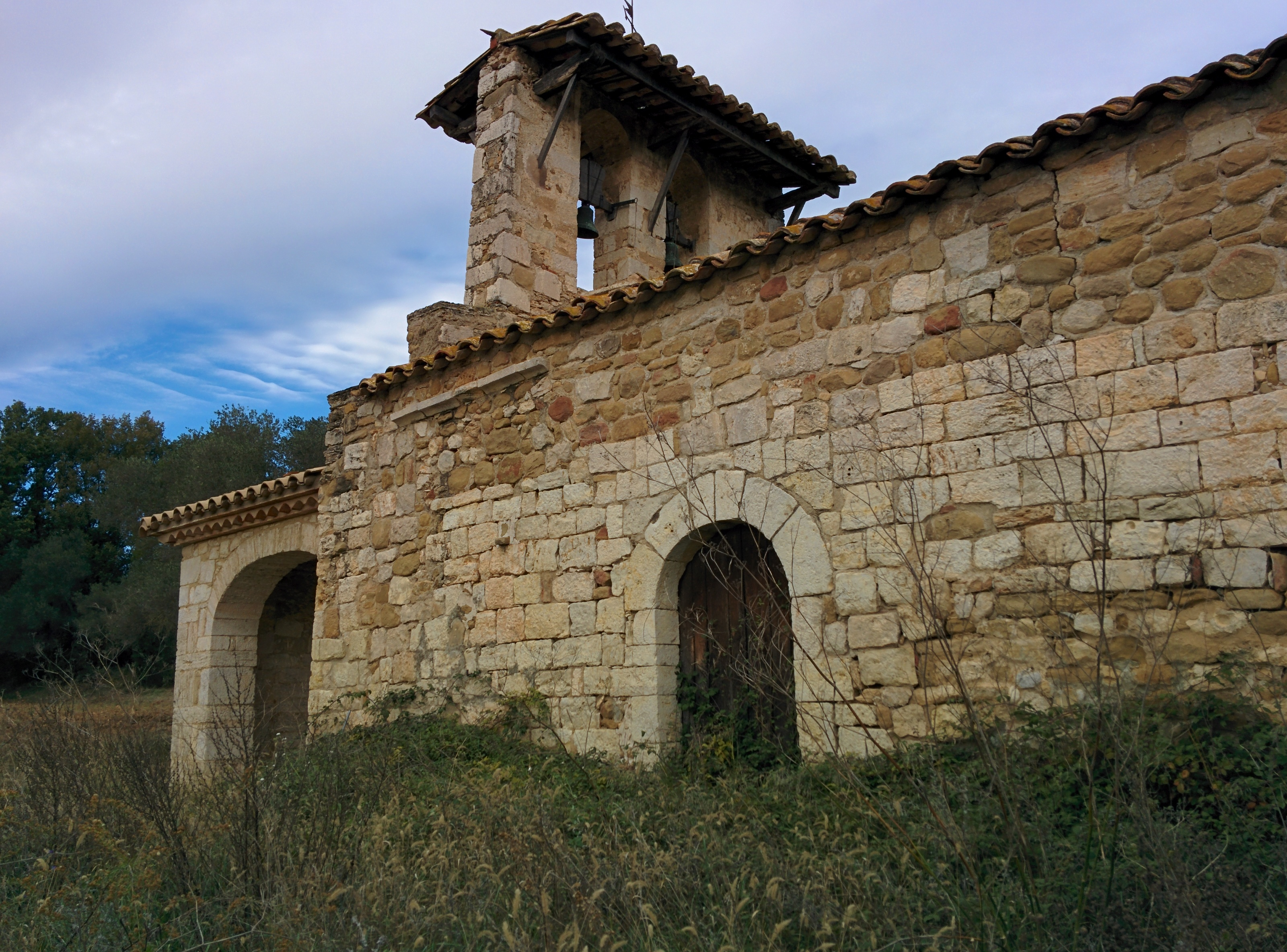
Façana sud

És una petita construcció d'una nau, de volta lleugerament apuntada i un absis  semicircular, actualment desaparegut però que es pot entreveure en la fonamentació que n'ha restat. La porta principal era lateral, situada al mur de migjorn, de mig punt, en bon estat i molt refeta en la part superior. Els carreus dels murs, de travertí d'Espolla, estan força ben disposats per filades i ben tallats, amb mesures regulars de 20/25 X 30/40 cm. A l'interior, la nau té tres arcuacions que permeten rebaixos formant capelletes i que, amb la port lateral, resten situades simètricament. Una imposta en cavet recorre els murs laterals. Al segle xv s'hi afegí un porxo i es creà un nou accés a ponent, tot i que l'actual porta data del 1772, sobre el qual hi ha un campanar d'espadanya de dues obertures d'arc de mig punt, coberta amb teula àrab a dues vessants; aquest conjunt hauria sofert nombroses reformes. La construcció romànica d'aquesta capella s'h de situar probablement dins el segle xii.

## Història
Originàriament era una estructura d'una nau amb absis semicircular. Posteriorment s'enderrocà l'absis de la qual encara són visibles els fonaments. A la façana hi ha la inscripció 17... El 1415 ja existia el pòrtic i fou renovat el 1433, en atenció als peregrins que hi anaven a guarir-se amb l'aigua que manava de la font. El retaule actual és del segle xix. Posteriorment, el 1453, la reina Maria, esposa i lloctinent d'Alfons V d'Aragó, subscrigué els nous estatuts de la confraria de la Mare de Déu. El 1517 s'acabà el retaule gòtic.